# Basílica de María Auxiliadora (Sevilla)
La basílica de María Auxiliadora se encuentra en Sevilla (Andalucía, España). Es del siglo XVII. Pertenece a los salesianos. En ella tienen su sede la Archicofradía de María Auxiliadora Coronada y la Hermandad de la Trinidad.

## Historia
Fue la Iglesia del Convento de la Trinidad, fundado por los trinitarios tras la Reconquista de Sevilla por Fernando III el Santo en 1248. En los sótanos del convento existen unas galerías donde, según la tradición, estuvieron presas las santas mártires Justa y Rufina, patronas de la ciudad.
La iglesia, que se encontraba en ruinas ya en 1617, fue reconstruida a partir de 1621. La iglesia fue diseñada por fray Miguel de Peñalosa y Miguel de Zumárraga, arquitecto mayor de la Catedral de Sevilla. Fue construida por el Juan de Segarra, arquitecto, y por Andrés de Oviedo, maestro mayor de la ciudad. En 1640 las obras continuaban, a cargo del alarife Cristóbal Martínez.
Fue reformada en el siglo XVIII. El convento fue desamortizado en 1835, manteniéndose la iglesia abierta al público. En 1882 el cardenal Lluch entregó el convento y su iglesia a los salesianos.
El padre de santa Ángela de la Cruz, Francisco Guerrero, devoto creyente y lector de obras religiosas, trabajó de cocinero en el Convento de la Trinidad. Su hija mayor, Joaquina, acompañada de santa Ángela de la Cruz, trasladaron sus restos del cementerio a una capilla de esta iglesia.
Fue el lugar donde dio su primera misa san Manuel González García, el 29 de septiembre de 1901.
Las naves laterales estaban separadas por muros, que fueron derribados en 1943. También se quitaron las rejas de las capillas, salvo la de la Hermandad de la Trinidad, que se encuentra a los pies del templo, en la nave del Evangelio.
En 1980 el cardenal José María Bueno Monreal le dio al templo el título de santuario diocesano.
El 29 de mayo de 2008 fue declarada basílica menor por el papa Benedicto XVI, convirtiéndose en la primera basílica de España dedicada a María Auxiliadora. Es una de las cuatro basílicas de la ciudad y el tercer templo sevillano al que la Santa Sede concedió esta dignidad, tras la Basílica de la Macarena y la Basílica del Gran Poder.

## Interior
En el interior se encuentra María Auxiliadora, realizada por el taller de Sarriá y bendecida por el cardenal Benito Sanz y Forés, siendo madrina del acto la infanta María Luisa Fernanda de Borbón, en 1895. Fue coronada canónicamente en 1954 por el cardenal Pedro Segura.
La basílica también alberga las siguientes esculturas: un Niño Jesús de mediados del siglo XVII; un relieve de la Adoración de los pastores, realizado por Diego López Bueno entre 1601 y 1602; Cristo atado la columna, realizado por Juan Giralte en 1565; Piedad de mediados del siglo XVI.
El retablo mayor fue realizado por José Alarcón hacia 1930. Los cuadros que se encuentran en la parte superior del retablo mayor son San Félix de Valois, la Santísima Trinidad y San Juan de Mata, realizados por Joaquín Cabral Bejarano en 1814.

## Titular del Templo
La imagen titular de la Basílica es María Auxiliadora. Llegó a la Casa Salesiana de la Trinidad el 6 de mayo de 1895, procedente de los talleres de Sarriá.
La talla, atribuida al escultor catalán Parellada, fue policromada por Casanovas. Si bien la parte pictórica ha sufrido varias restauraciones, una de ellas por el salesiano sevillano Ángel Ramos hacia 1928. En 1941, con motivo de las Bodas de Oro de la Fundación Salesiana de la Santísima Trinidad, toda la imagen fue decorada con oro fino”. La última restauración la hizo el antiguo alumno salesiano, José Pérez Conde.
La imagen mide 1,91 m. con peana y 1,55 m. sin peana. Con larga cabellera que le cae por la espalda, en la mano derecha porta un cetro y en la izquierda sostiene al Niño Jesús, que figura con los brazos abiertos. Esta imagen se ha convertido en modelo y paradigma para el mundo salesiano. Es la imagen más reproducida en calendarios, estampas, libros, etc. Muchos la llaman “La Virgen de los ojos bajos”.
La bendición de la imagen tuvo lugar el 30 de mayo de 1895 por el Excmo. Sr. Cardenal D. Benito Sanz y Forés, Arzobispo de Sevilla. Fue madrina de tan solemne bendición la Serenísima Señora doña María Luisa Fernanda, Infanta de España. Después, Fr. Diego de Valencina, guardián de los Padres Capuchinos de Sevilla.
Más tarde, el 13 de mayo de 1954, la imagen fue Coronada Canónicamente por el Cardenal Pedro Segura en la Plaza Calvo Sotelo, actual Puerta de Jerez.
En la actualidad, la bendita imagen de María Auxiliadora ocupa el centro del retablo del altar mayor, sobre una peana tallada por Manuel Guzmán Bejarano, y desde el año 1981 pasó a convertirse en la Titular del Templo cuando es declarado como “Santuario” por el Cardenal Bueno Monreal.